# Shinola
Shinola es una empresa estadounidense con sede en Detroit, Michigan. Produce y vende relojes, bicicletas, artículos de cuero, artículos para el hogar y joyería. Fundada en 2011, la firma tomó su nombre de un dicho popular que evoca a la extinta empresa de betún para zapatos Shinola. La empresa fue fundada por y es propiedad de Tom Kartsotis, y está operada por el grupo de inversión Bedrock Group LP, con sede en Texas.

## Historia

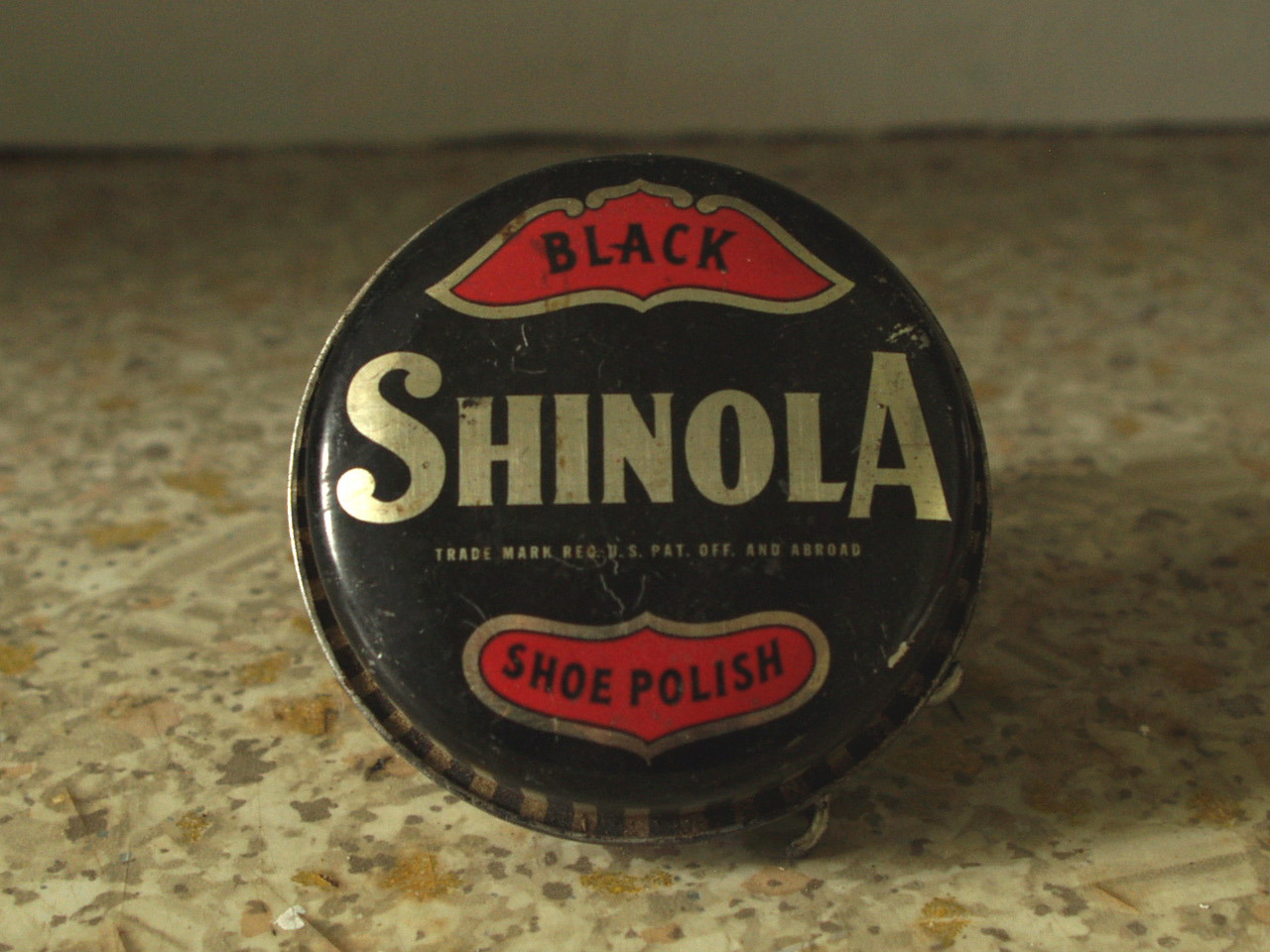
Una lata original de betún para zapatos Shinola

La marca original de betún para zapatos Shinola se fundó en Rochester (Nueva York) en 1877, y cerró en 1960.
La empresa minorista del mismo nombre con sede en Detroit fue fundada en 2011 por Tom Kartsotis bajo su sociedad de inversión, Bedrock. Kartsotis, anteriormente fundador de la marca de complementos de moda Fossil, quería crear una marca estadounidense de relojes de alta gama para competir con los relojeros suizos a un precio más bajo. Bedrock decidió adquirir la marca Shinola, después de que un socio usara una expresión de la época de la Primera Guerra Mundial "No sabes nada de Shinola" como réplica a las ambiciones declaradas por Kartsotis para la nueva empresa. Inesperadamente, la broma generó un serio debate sobre la restauración de la marca Shinola. Estudios de mercado establecieron que, al tener que elegir entre pagar 5 dólares por un bolígrafo de China, 10 dólares por uno de Estados Unidos y 15 dólares por uno de Detroit, los consumidores estarían dispuestos a pagar un precio superior por este último.
Todos los relojes Shinola se ensamblan técnicamente en Estados Unidos. Sin embargo, muchas de las piezas utilizadas se fabrican en Europa, China y Tailandia. Algunas fábricas de componentes pertenecen a empresas con sede en Suiza. Cuando se fundó la empresa en 2011, ningún relojero estadounidense había producido relojes a gran escala desde finales de la década de 1960, y la relojería estadounidense estaba relegada a empresas especializadas selectas como RGM en Lancaster, Pensilvania. El eslogan de Shinola era "Donde se hace en Estados Unidos", pero se abandonó después de que la Comisión Federal de Comercio solicitara cambios en ciertas prácticas de marketing y etiquetado. La empresa ha aprovechado activamente la reputación de Detroit como centro mundial de fabricación para promocionar la marca.
La sede central y la fábrica de relojes de la compañía se encuentran en el College for Creative Studies (CCS), en la cuarta y quinta planta del Edificio Alfred A. Taubman en Detroit, un antiguo laboratorio de investigación automotriz. La ocupación del espacio CCS por parte de Shinola se produjo casi por casualidad, cuando los directivos de Bedrock, que buscaban un lugar de fabricación tras decidir reconstruir Shinola, visitaron la universidad y el ascensor se abrió inesperadamente en la quinta planta, que estaba vacía en ese momento. Decidieron transformar el espacio libre de 30 000 pies cuadrados (2790 m²) en su fábrica de relojes y sede de la compañía. Para construir la fábrica de relojes, la compañía se asoció con la firma Ronda, que también trajo a veteranos expertos en relojería para capacitar a los ensambladores de relojes de Shinola, todos ellos sin experiencia previa en relojería. Actualmente, la fábrica tiene capacidad para terminar el ensamblaje de 500.000 relojes en un año de producción.
La mayoría de los trabajadores que ensamblan relojes son locales de Detroit, y muchos de ellos provienen de la industria automotriz. Desde su fundación en 2011, la empresa ha crecido hasta contar con más de 400 empleados en 2021.
En 2021, Shinola se asoció con Crate and Barrel para crear una línea de muebles de 115 piezas y con la Ford Motor Company para crear un prototipo para la gama Lincoln Aviator, que se presentó en el Concurso de Elegancia de Pebble Beach.

## Productos

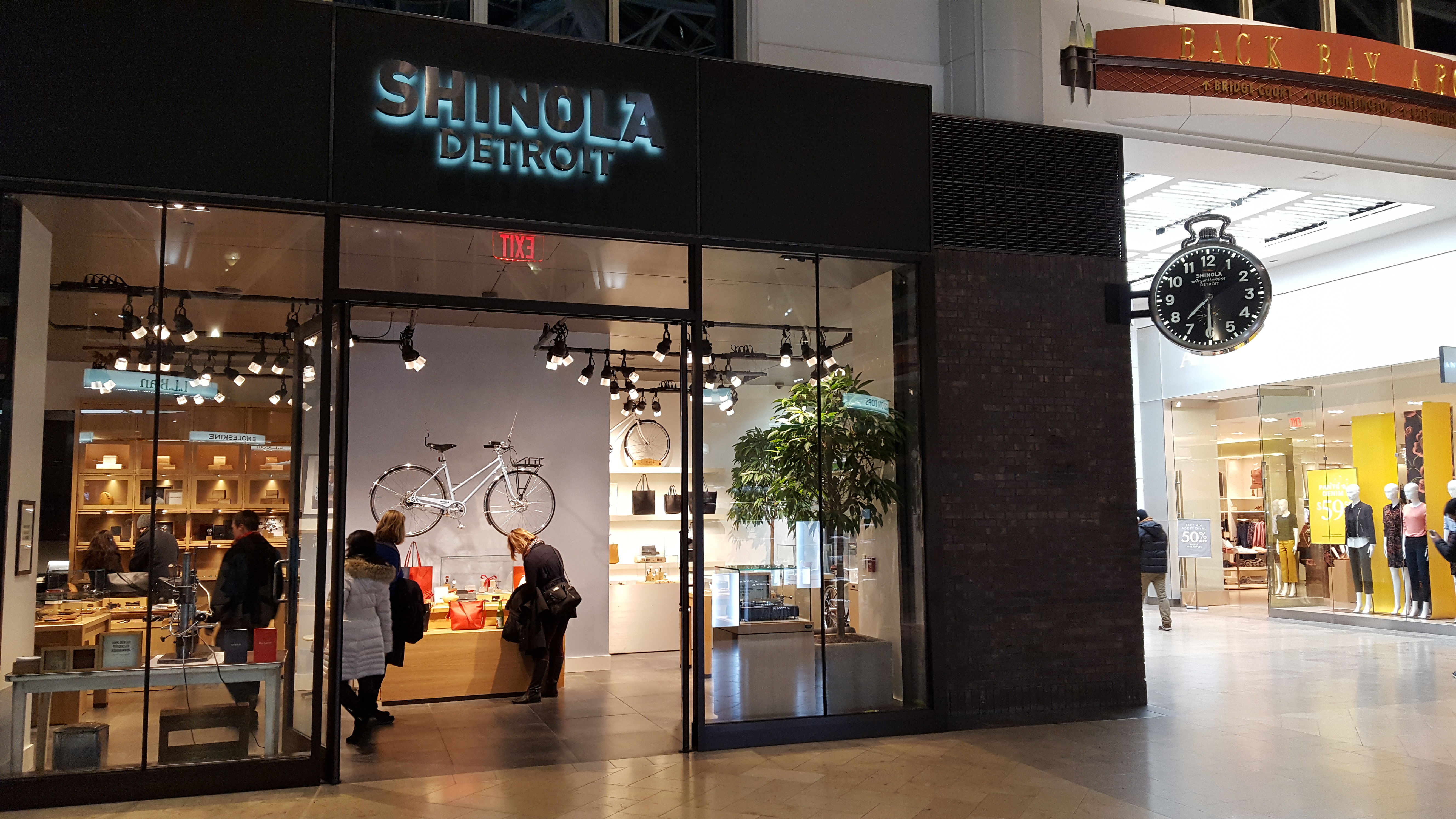
La tienda minorista de Shinola en The Shops at Prudential Center en Boston

### Relojes
Shinola comenzó produciendo relojes con movimientos analógicos de cuarzo. El primer reloj de la compañía se lanzó en marzo de 2013. Producido en una edición de 2500 unidades y disponible en dos tamaños, la Runwell Edición Limitada de 47 mm se agotó en una semana, y el último reloj de 40 mm se agotó en menos de dos semanas. Los relojes tenían un precio de 550 dólares, y aproximadamente el 35% de las ventas se originaron en Míchigan. 
En diciembre de 2013, Shinola lanzó su segundo reloj de edición limitada, el Hermanos Wright Edición Limitada. Es el primer reloj de la serie Great Americans, que se lanzó junto con una bicicleta de edición limitada. La serie ha lanzado posteriormente relojes en honor a otras grandes figuras estadounidenses, como Henry Ford (2014), Muhammad Ali (2015), Maya Angelou (2016), Jackie Robinson (2017), la Estatua de la Libertad (2018), Minoru Yamasaki (2019) y el legendario músico de la Motown Smokey Robinson (2020). La colección 2021 rinde homenaje a Jake Burton, fundador de Burton Snowboards.
En septiembre de 2014, Shinola lanzó The Lattice, un reloj de pulsera de edición limitada creado en colaboración con Óscar de la Renta. El reloj de 36 mm para mujer se fabricó en Detroit en una edición limitada de 250 ejemplares. Cada compra incluía un libro de tapa dura creado exclusivamente para el proyecto, que ofrece una mirada en profundidad de Óscar de la Renta y de su obra.
En 2014, Shinola lanzó el reloj de pulsera de titanio The Black Blizzard en tamaños de 48 mm y 42 mm, así como la siguiente edición limitada de la Signature Series, el reloj de bolsillo Henry Ford.
La compañía también produce una variedad de estilos de relojes de edición no limitada, como The Birdy, The Gomelsky, The Runwell Chronograph, The Runwell Sport, The Runwell Sport Chrono, The Detrola, Sea Creatures y The Brakeman.
En respuesta a la demanda del público, la compañía presentó su primer reloj mecánico, el Lake Erie Monster, en noviembre de 2017. Shinola atribuyó el retraso al tiempo que sus proveedores suizos necesitaron para completar el movimiento mecánico.
En mayo de 2021, Shinola lanzó su primer cronógrafo automático, el Canfield Speedway.

### Bicicletas
Las bicicletas Shinola incluyen tres modelos: la Detroit Arrow de una sola velocidad, la Bixby de tres velocidades y la Runwell con buje de 11 velocidades con engranaje interno. Las tres bicicletas fueron diseñadas por Sky Yaeger, anteriormente colaborador de Swobo, Spot y Bianchi. Los cuadros y horquillas de acero cromado son fabricados por Waterford Precision Cycles de Richard Schwinn en Waterford, Wisconsin.
Además de la Bixby y la Runwell, Shinola produjo dos bicicletas de edición limitada: la Wright Brothers Limited Edition Bicycle y la Shinola Runwell Di2 Limited Edition, así como una bicicleta Twinn Tandem única y una bicicleta Runwell con baño de latón.

### Diarios
Shinola vendía diarios con lino suave y lino duro en colaboración con Edwards Brothers Malloy, con sede en Ann Arbor (Míchigan), antes del cierre de la imprenta en 2018.

### Cuero
Los artículos de cuero y las correas de reloj de Shinola se fabrican principalmente con cuero suministrado por la curtiduría Horween Leather, con sede en Chicago, que opera desde 1905. Las correas de cuero para los relojes de Shinola fueron fabricadas por Hadley-Roma en Largo, Florida, pero ahora se producen en su fábrica de Detroit. Una lista parcial de los artículos de cuero de Shinola incluye estuches, carteras, portafolios, mochilas y fundas para las marcas iPad e iPhone.
En 2014, Shinola abrió su propia fábrica de cuero en Detroit y comenzó a fabricar correas de cuero para relojes bajo la dirección de Braloba, una empresa familiar con sede en Suiza dirigida por Thomas Schori. La fábrica de cuero está equipada con máquinas diseñadas a medida por Galli S.P.A.
Shinola también vende correas de reloj por separado, que proceden de Hadley-Roma en Largo (Florida) y de Horween Leather en Chicago, y las correas de caucho natural se fabrican en colaboración con Stern Manufacturing de Staples (Minnesota). La empresa también reanudó la producción de betún en  lata para zapatos en 2013, aunque con una formulación y un envase diferentes.

### Joyería y gafas
Shinola lanzó una línea de joyería en 2016, con piezas iniciales diseñadas por la diseñadora neoyorquina Pamela Love. En 2021, se incorporaron las gafas a la línea de productos con el lanzamiento de tres estilos: Rambler, Bixly y Mackinac.

### Hotel Shinola

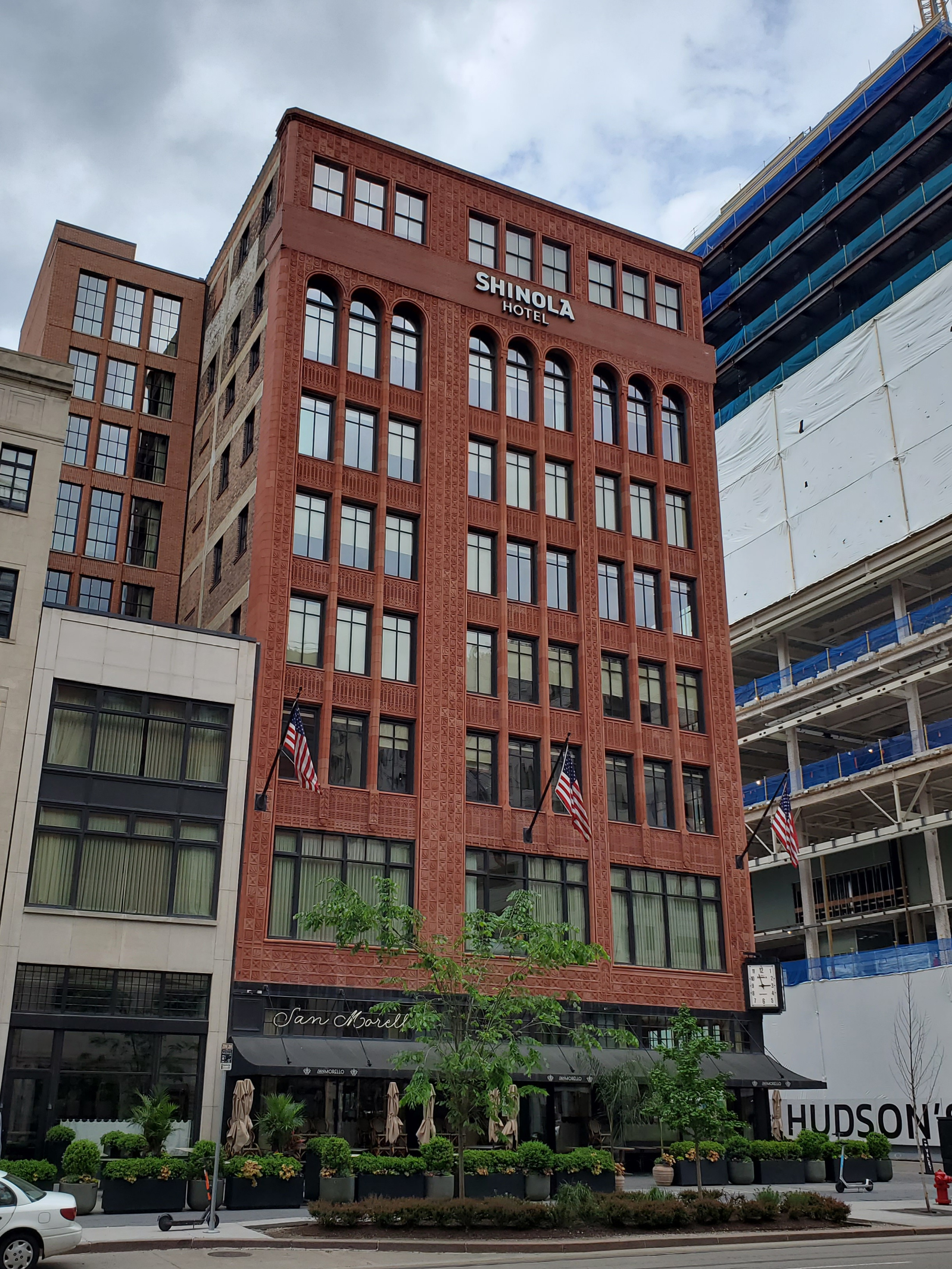
The Shinola Hotel in 2022

Shinola, en colaboración con una inmobiliaria de Detroit, inauguró en enero de 2019 un hotel boutique de 129 habitaciones y ocho plantas como parte de un proyecto de desarrollo multimillonario. Ubicado en la avenida Woodward de Detroit, el hotel ocupa cinco edificios, incluyendo estructuras históricas como el Edificio Singer y la antigua tienda de T.B. Rayl & Co. También alberga el restaurante San Morello y una tienda. En 2021, el Hotel Shinola ofreció alojamiento para el lanzamiento de la iniciativa "Detroit engalanado", un esfuerzo para destacar las actividades y los negocios locales.

### Shinola Pet
Shinola Pet fue una colección de camas, juguetes, correas y collares para perros, fabricados en Estados Unidos, en colaboración con el fotógrafo Bruce Weber. La marca apoyó a la Sociedad Protectora de Animales de Míchigan y a la Sociedad Animal Best Friends en su misión de dar a conocer las organizaciones de rescate y salvar a las mascotas encontrándoles hogares. Parte de los juguetes para las mascotas se produjeron en colaboración con Empowerment Plan, una organización benéfica con sede en Detroit que emplea a mujeres locales que viven en albergues y las capacita para fabricar sacos de dormir para personas sin hogar.

## Puntos de venta

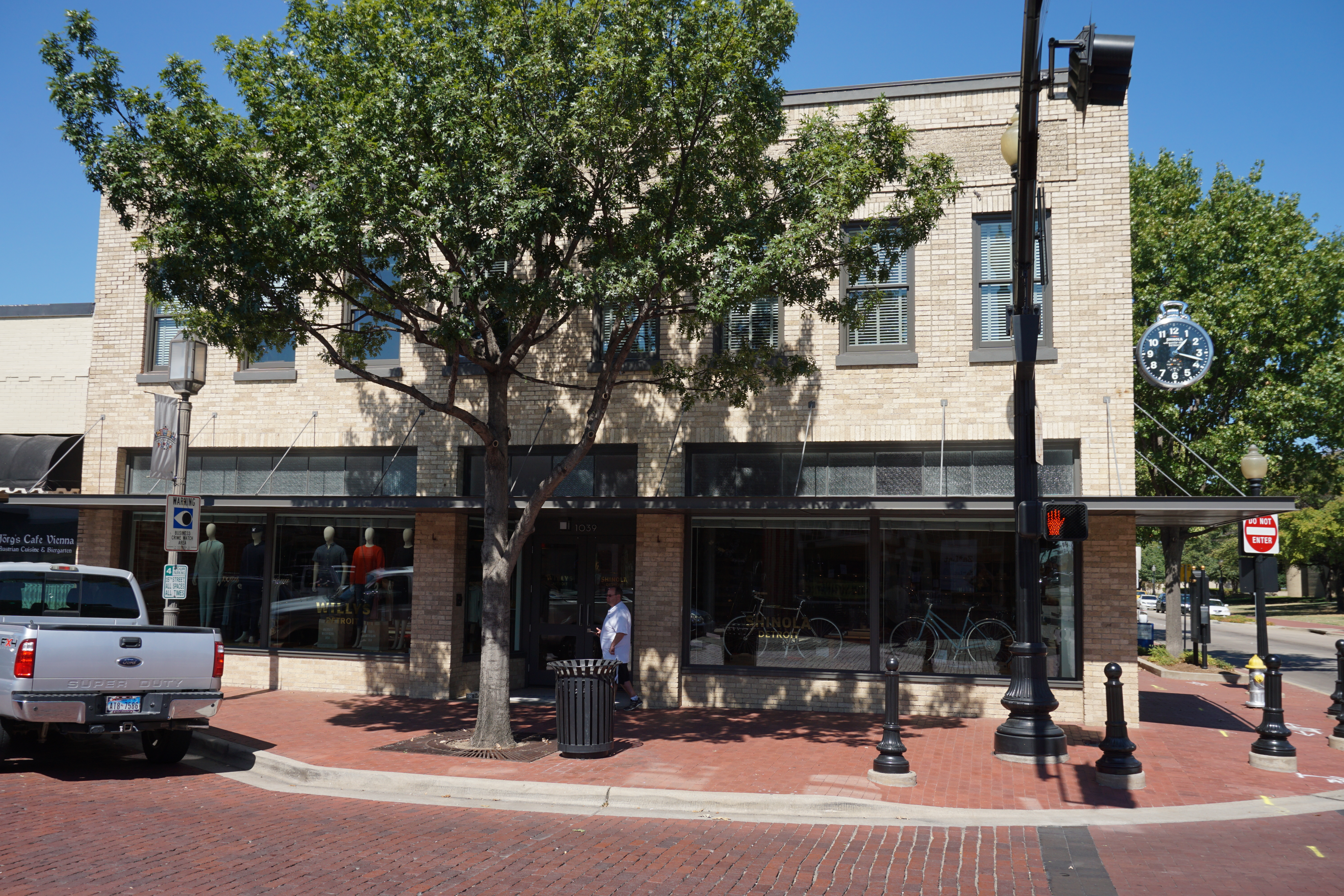
Tienda de Shinola en Plano (Texas)

Además del sitio web de Shinola, los productos de la firma están disponibles en tiendas insignia de Detroit, Nueva York, Londres, Toronto, Highland Park, Plano, Mineápolis, Chicago, Boston, Los Ángeles, San Francisco, Washington D. C., Cleveland, Columbus, Denver, Waikiki, Ann Arbor, y anteriormente en el centro comercial King of Prussia de Pensilvania.

## Crítica

### Marketing "Hecho en Estados Unidos"
El periodista Jon Moy, residente en Detroit, ha sugerido que la elección de Detroit como sede de la fábrica de Shinola fue un acto calculado de "marketing oportunista" destinado a generar nostalgia en el comprador. Escribió sobre Shinola: "Shinola está usando mi ciudad como su cómplice, promoviendo un ideal de Estados Unidos artificial, anticuado y poco realista". Dicho esto, la empresa ha invertido intensamente en sus empleados de Detroit, trayendo relojeros desde Suiza para capacitarlos, pagando un salario significativamente superior al mínimo y reteniendo a su fuerza laboral incluso cuando el sector manufacturero en general es criticado por la externalización," según el Chicago Tribune. La economista Lisa D. Cook de la Universidad Estatal de Míchigan afirmó que operaciones como la fábrica de Shinola en la ciudad ayudan a llenar el vacío a medida que los fabricantes de automóviles de Detroit reducen su personal. Añadió: "Podemos esperar que se produzcan muchos tipos de productos novedosos, que requieren altas habilidades, como los relojes Shinola, y estos productos, y otros similares, representan ese tipo de resurgimiento".
Esta técnica de marketing y la trayectoria de Kartsotis han atraído mucha atención hacia la empresa. En 2014, la página web de moda masculina Complex comparó a Shinola con un "niño con un fondo fiduciario que un día decidió que quería fundar una empresa y le pidió a su padre que la comprara". En 2013, en una reseña de su nueva tienda en Tribeca, el New York Times describió a Kartsotis como un "magnate de los relojes de gama media que buscaba el lujo bajo el pretexto de prácticas comerciales benéficas".
En su artículo "Bougie Crap", para Infinite Mile, la profesora  Rebekah Modrak escribe:
Bedrock Manufacturing, con sede en Texas, unió notoriamente su empresa Shinola a Detroit después de que estudios previos demostraran que los consumidores pagarían tres veces más por un producto asociado con la tenacidad de una ciudad en quiebra ...los participantes en la unión CCS/Shinola representan la división racial y de clase en juego en la gentrificación de un Detroit que está "resurgiendo de las cenizas"...

En 2017, Modrak creó la obra de arte web RETHINK SHINOLA que, en palabras de la crítica Sarah Rose Sharpe, 
 "expone las contradicciones y los fundamentos racistas de la marca Shinola, tanto del pasado como del presente, y la indiferencia con la que la empresa aplica estas prácticas perjudiciales al Detroit actual... La evidencia que Modrak ha recopilado es contundente, presentando ejemplos de anuncios abiertamente racistas de Shinola desde la década de 1930, hasta una campaña sorprendentemente insensible, realizada por el fotógrafo Bruce Weber. Shinola encargó a Weber que fotografiara a la supermodelo Carolyn Murphy (en su primera visita a Detroit) abrazándose y paseando en bicicleta con residentes negros de Detroit". 
 En junio de 2016, la Comisión Federal de Comercio ordenó a la empresa dejar de usar el eslogan "Donde se fabrica en Estados Unidos" porque "el 100 % del costo de los materiales utilizados para fabricar ciertos relojes es atribuible a materiales importados".

### Gentrificación
Un artículo del New York Times sobre la marca comienza con Kartsotis recordando la lamentable situación del barrio de Cass Corridor y su incredulidad ante el éxito de una tienda de lujo en la zona. Incluso recuerda haberse preguntado: "¿Quieres poner una tienda aquí? ¿En serio?".
Modrak afirmó que Shinola "utiliza la estética del diseño de «autenticidad calculada» y elementos artesanales o de personalización para sugerir que el producto está motivado por estos valores y no por un lucro económico burdo".
Moy acusó a Shinola de disfrazar su impulso a la gentrificación de la ciudad con argumentos de orgullo urbano. Acusa: «Shinola y otros empresarios se presentan como caballeros blancos, abalanzándose para salvar a los nobles salvajes». A pesar de esto, Kartsotis afirma que no está en el negocio para obtener ganancias, sino para estimular la economía local pagando a los trabajadores, en promedio, 3 dólares la hora por encima del salario mínimo.
Un artículo del «Metro Times» comentó que Shinola se había «apropiado de la historia del resurgimiento de Detroit», lo que algunos han calificado de capitalizar la pobreza de Detroit. Moy hizo referencia a la presunta explotación de la cultura negra, y que el uso de «fotos de adorables niños negros con una bella y benévola mujer blanca parece ser el eje central de la campaña de Weber para la empresa», argumentando que su marketing refuerza su imagen de «salvador blanco».

## Participación comunitaria
En 2014, Shinola se asoció con Midtown Detroit, Inc. para abrir un parque para perros sin correa en Detroit.
Tras la legalización del uso recreativo del cannabis en Michigan, Shinola lanzó la línea de relojes Twenty After Four en colaboración con el rapero Common y el actor Woody Harrelson en 2020. Las ganancias de la venta, poco más de 176.000 dólares, se dividieron entre dos organizaciones benéficas de justicia penal: Anti-Recidivism Coalition y Cabrini Green Legal Aide.
En 2021, Shinola produjo 1969 relojes Pride para conmemorar los disturbios de Stonewall de 1969. La compañía donó 120.000 dólares de las ganancias a las organizaciones sin fines de lucro LGBT+ SAGE Metro Detroit y Ruth Ellis Center. También en 2021, la compañía lanzó la línea de relojes Most Likely to Succeed, con 40.000 dólares de las ganancias destinadas a Money Matters for Youth, una organización sin fines de lucro que enseña educación financiera a niños.

## Clientes destacados
El expresidente Bill Clinton compró 14 relojes Shinola, calificando a la empresa como una "historia de éxito estadounidense". Otros políticos han promocionado el producto, incluyendo al exgobernador de Míchigan Rick Snyder y al expresidente Barack Obama. El 22 de abril de 2016, el presidente Obama entregó al primer ministro del Reino Unido, David Cameron, un reloj Shinola personalizado para hombre con el sello del presidente de los Estados Unidos grabado en la parte trasera, presentado en una caja de madera adornada con el sello presidencial de EE. UU.